# Наталовка (Житомирская область)
Наталовка (укр. Наталівка) — село на Украине, находится в Звягельском районе Житомирской области.
Население по переписи 2001 года составляет 1344 человека. Почтовый индекс — 11742. Телефонный код — 4141. Занимает площадь 2,297 км².
В селе родился Герой Советского Союза Николай Козачек.

## Адрес местного совета
11801, Житомирская область, Звягельский р-н, с. Наталовка, ул. Звягельськая, 18